# Cantharis boroveci
Cantharis boroveci es una especie de coleóptero de la familia Cantharidae.

## Distribución geográfica
Habita en Armenia.